# ㅔ
ㅔ – samogłoska należąca do grupy pisma hangul, do oznaczenia samogłoski półkrzymkniętej przedniej niezaokrąglonej. Według transkrypcji McCune’a-Reischauera samogłoska brzmi "e".
ㅔ nie jest uwzględniona wśród dwudziestu czterech liter koreańskich w Artykule 4 Koreańskich Zasad Pisowni (Hunminjeongeum) i jest klasyfikowana jako samogłoska zapisana przez połączenie dwóch lub więcej liter.

## Pismo

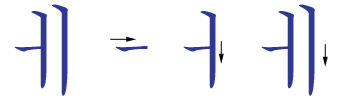
Kolejność pisania ㅔ

## Historia
Samogłoska powstała w wyniku połączenie dwóch samogłosek: ㅓ eo) oraz ㅣ (i). W XV wieku dyftong zapisywano "에" i wymawiano jak "어이". Prawdopodobnie zmienił się w monoftong pod koniec XVIII wieku.